# Penstemon angustifolius
Penstemon angustifolius är en grobladsväxtart som beskrevs av Thomas Nuttall och Frederick Traugott Pursh. Penstemon angustifolius ingår i släktet penstemoner, och familjen grobladsväxter.

## Underarter
Arten delas in i följande underarter:
- P. a. caudatus
- P. a. dulcis
- P. a. venosus
- P. a. vernalensis

## Bildgalleri

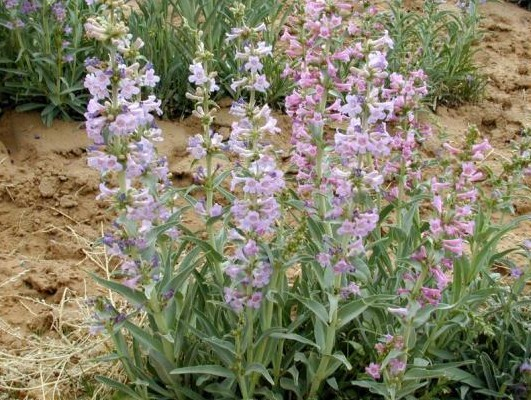